# داوید برداگر
داوید بِرداگر (اسپانیایی: David Verdaguer‎؛ زادهٔ ۲۸ سپتامبر ۱۹۸۳) بازیگر اهل اسپانیا است. وی از سال ۲۰۰۱ میلادی تاکنون مشغول فعالیت بوده‌است. وی در سال ۲۰۱۷ برندهٔ جایزهٔ گویای بهترین بازیگر نقش مکمل مرد شد.
از فیلم‌ها یا برنامه‌های تلویزیونی که وی در آن نقش داشته‌است، می‌توان به ۴۷، سفارت، روزهای در پیش، ۱۰۰ متر،  ۱۰٬۰۰۰ کیلومتر، تابستان ۱۹۹۳ و مستأجر اشاره کرد.